# The Bleeding
A The Bleeding az amerikai Cannibal Corpse negyedik nagylemeze. Az utolsó lemez Chris Barnes énekével és az első Rob Barrett gitárossal. Zeneileg nem lett olyan durva mint elődje. A mai napig az egyik legnagyobb példányszámban eladott death metal lemez. A sikerhez nagyban hozzájárult a Staring Through the Eyes of the Dead című dalra készült videóklip is. A The Exorcist képében egy Possessed feldolgozás is a lemezre került.

## Számlista
1. "Staring Through the Eyes of the Dead" – 3:30
2. "Fucked with a Knife"  – 2:15
3. "Stripped, Raped and Strangled"  – 3:27
4. "Pulverized"  – 3:35
5. "Return to Flesh"  – 4:21
6. "The Pick-Axe Murders"  – 3:03
7. "She Was Asking for It"  – 4:33
8. "The Bleeding"  – 4:20
9. "Force Fed Broken Glass"  – 5:02
10. "An Experiment in Homicide"  – 2:36
11. "The Exorcist" (Possessed-feldolgozás) – 4:36

## Zenészek
- Chris Barnes – ének
- Jack Owen – gitár
- Rob Barrett – gitár
- Alex Webster – basszusgitár
- Paul Mazurkiewicz – dob

## Fordítás
Ez a szócikk részben vagy egészben  a   The Bleeding című angol Wikipédia-szócikk fordításán alapul.  Az eredeti cikk szerkesztőit annak laptörténete sorolja fel. Ez a jelzés csupán a megfogalmazás eredetét és a szerzői jogokat jelzi, nem szolgál a cikkben szereplő információk forrásmegjelöléseként.

## Külső hivatkozások
- Cannibal Corpse hivatalos honlapja